# Chile en los Juegos Olímpicos de Salt Lake City 2002
Chile estuvo representado en los Juegos Olímpicos de Salt Lake City 2002 por un total de 6 deportistas (4 hombres y 2 mujeres) que compitieron en 2 deportes. La portadora de la bandera en la ceremonia de apertura fue la esquiadora Anita Irarrázabal.
El equipo olímpico chileno no obtuvo ninguna medalla en estos Juegos.

## Biatlón
Masculino
| Atleta       | Evento           | Fallos | Tiempo    | Posición |
| ------------ | ---------------- | ------ | --------- | -------- |
| Carlos Varas | 10 km sprint     | 0      | 32:48,1   | 86       |
| Carlos Varas | 20 km individual | 3      | 1:10:32,2 | 86       |

Femenino
| Atleta              | Evento           | Fallos | Tiempo    | Posición |
| ------------------- | ---------------- | ------ | --------- | -------- |
| Claudia Barrenechea | 7,5 km sprint    | 5      | 30:15,1   | 74       |
| Claudia Barrenechea | 15 km individual | 3      | 1:02:30,0 | 67       |

## Esquí alpino
Masculino
| Atleta       | Evento          | 1ª manga | 2ª manga | Total      | Total      |
| Atleta       | Evento          | Tiempo   | Tiempo   | Tiempo     | Posición   |
| ------------ | --------------- | -------- | -------- | ---------- | ---------- |
| Mikael Gayme | Descenso        | —        | —        | 1:48,37    | 50         |
| Mikael Gayme | Super gigante   | —        | —        | No terminó | No terminó |
| Maui Gayme   | Descenso        | —        | —        | 1:47,63    | 48         |
| Maui Gayme   | Eslalon gigante | 1:19,76  | 1:17,58  | 2:37,34    | 49         |
| Maui Gayme   | Super gigante   | —        | —        | No terminó | No terminó |
| Duncan Grob  | Super gigante   | —        | —        | 1:30,35    | 31         |

Femenino
| Atleta            | Evento        | Tiempo     | Posición   |
| ----------------- | ------------- | ---------- | ---------- |
| Anita Irarrázabal | Super gigante | No terminó | No terminó |